# 延岡市立恒富中学校
延岡市立恒富中学校（のべおかしりつ つねとみちゅうがっこう）は、宮崎県延岡市古城町四丁目にある公立中学校。

## 沿革
- 1960年2月23日 - 延岡西中学校（仮称）建設期成同盟開結成。
- 1961年10月31日 - 校舎第1期工事竣工。
- 1962年
  - 4月5日 - 延岡中学校第二校舎と称す。
  - 9月1日 - 延岡市立恒富中学校として開校。
- 1966年3月27日 - 体育館竣工。
- 1969年8月11日 - プール竣工。
- 2006年8月30日 - 新校舎落成。

## 概要
- 生徒数240名
- 学級数9個（通常学級8、特別支援学級1）
- 職員数21名

（2018年4月1日現在）

## 通学区域

### 西小学校通学区域
- 出口町
- 上大瀬町
- 小野町

- 西小路
- 下三輪町
- 恒富町一～四丁目

- 古城町一～五丁目
- 三須町

### 恒富小学校通学区域の一部
- 愛宕町一～三丁目

- 大瀬町一～三丁目

- 北新小路

- 新小路一・二丁目

## 交通
- 宮崎交通バス 「愛宕山下」バス停下車。

## 行事
運動会は、5月に行われる

## 生徒会活動・部活動など

### 主な部活動
- 軟式野球部
- サッカー部
- バスケットボール部（男・女）
- 男子卓球部
- 女子卓球部
- テニス部（男・女）
- 女子バレーボール部
- 吹奏楽部
- 美術部

## 著名な関係者
- 上杉忠弘（イラストレーター）[要出典]
- 真栄田雅也（キヤノン代表取締役社長）